# Lates microlepis
Lates microlepis es una especie de pez del género Lates, familia Latidae, orden Perciformes. Fue descrita científicamente por Boulenger en 1898.
Es una especie inofensiva para el ser humano y comercializada en pesquerías. Se alimenta de clupeidos.

## Descripción
La longitud total es de 93 centímetros. Puede alcanzar un peso máximo de 8,3 kilogramos.

## Distribución y hábitat
Se distribuye por África: ampliamente distribuida en el lago Tanganica y presente en el río Malagarasi. Habita en zonas costeras y desembocaduras de los ríos.